# Teatro Nazas
El Teatro Nazas es uno de los atractivos culturales de Torreón en el estado de Coahuila. Considerado uno de los teatros más modernos de todo México, captura el transcurso de la historia de la Comarca Lagunera porque ha permanecido en su lugar desde 1952. 
El proyecto de remodelación estuvo a cargo del sector privado representado en su actual Patronato, y a cargo del Gobierno del Estado de Coahuila, siendo entonces Enrique Martínez y Martínez gobernador. El Teatro Nazas abrió sus puertas el 2 de octubre de 2004 con la presentación del Ballet de Montecarlo, interpretando "La Cenicienta" (Cendrillon).

## Historia
El Teatro Nazas nació como un popular cine de la Comarca Lagunera el 29 de noviembre de 1952, con un cupo de 2,200 personas. Uno de sus rasgos más destacados era y sigue siendo el mural que se encuentra todavía en el foyer del teatro, Riqueza Algodonera del artista Octavio Ríos de 1952. Poco a poco fue perdiendo popularidad, y se mantuvo abandonado durante varios años, hasta que se decidió transformarlo en un teatro. La remodelación del edificio de 18 metros costó aproximadamente 65 millones de pesos, con 5,017 m² de construcción.

## Detalles
Actualmente, el teatro tiene una fachada de recubrimiento de zinc que garantiza una vida útil de aproximadamente 40 años. Tiene un aforo de 1,438 butacas con capacidad para reducir la sala a la mitad para eventos que así lo ameriten. También cuenta con espacios acondicionados para público en silla de ruedas y rampas de acceso.
El Teatro Nazas posee la más moderna tecnología en iluminación y acústica, equiparable a la de los mejores teatros en el mundo. La mecánica teatral está compuesta de varas contrapesadas, lo que facilita y agiliza la caída y movimiento de  telones y  escenografías. Cuenta con un telón de cerrado estilo italiano, francés y de guillotina.
Las taquillas operan bajo el sistema Ticketmaster para mayor control y comodidad del público. El  foyer del Teatro Nazas es el lugar ideal para exposiciones, presentaciones de libros y brindis. Además, este recinto es sede de la orquesta del estado, la Camerata de Coahuila.